# Serguei Renev
Serguei Renev és un ciclista professional kazakh nascut el 3 de febrer de 1985.
Va debutar com a professional l'any 2008 amb l'equip kazakh Ulan. El 2009 va fitxar per l'equip ProTour Astana.

## Palmarès
2008
- 2n al Campionat del Kazakhstan en ruta

2013
- 2n al Campionat del Kazakhstan en ruta

### Resultats a la Volta a Espanya
- 2010. 99è de la classificació general